# Franz Heinrich Christian von Ploetz
Franz Heinrich Christian von Ploetz (* 15. Dezember 1741; † 6. Februar 1819 in Wriezen) war ein preußischer Generalleutnant, Chef des Infanterieregiments Nr. 42 und Kommandant von Warschau.

## Militärkarriere
Er kam 1755 als Gefreitenkorporal in das Infanterie-Regiment Nr. 34 („Prinz Ferdinand“). Mit ihm nahm er am Siebenjährigen Krieg teil und kämpfte in den Schlachten bei Prag, Breslau (verwundet), Leuthen (verwundet), Kay, Kunersdorf, Liegnitz (verwundet), Torgau, Hochkirch sowie den Belagerungen von Prag, Breslau, Olmütz, Dresden, Schweidnitz (verwundet) und den Gefechten von Pretzsch und Hoyerswerda. In der Zeit wurde er am 10. Oktober 1757 Fähnrich, am 7. Januar 1758 Seconde-Lieutenant und am 7. Februar 1762 Premier-Lieutenant.
Nach dem Krieg wurde er am 25. Juni 1767 Stabshauptmann und am 23. Mai 1768 wirklicher Hauptmann und Kompaniechef. Während des Bayerischen Erbfolgekrieges kämpfte er im Gefecht bei Jägerndorf. Am 25. Mai 1782 wurde er Major, am 1. Juni 1787 Kommandeur des Grenadier-Bataillons und am 16. Mai 1789 Kommandeur des Infanterie-Regiments Nr. 13 in Berlin. Am 11. August 1790 wurde er Oberstleutnant und am 4. Juni 1792 Oberst.
Während des polnischen Krieges von 1794/1795 war er mit der Kontrolle der Magazine in Schlesien beauftragt und am
2. April 1794 wurde er Chef des Infanterie-Regiments Nr. 42. Am 20. Mai 1798 erhielt er die Beförderung zum Generalmajor (Patent vom 1. Juni 1798). Während des Revue in Warschau am 25. Juni 1802 erhielt er den Pour le Mérite. Am 20. Mai 1805 wurde er zudem Generalleutnant (Patent vom 25. Mai 1805) ernannt.
Im Vierten Koalitionskrieg wurde er am 13. September 1806 Kommandant ad interim von Warschau, und am 22. November 1806 erhielt er das Kommando über die dortige Garnison. Als die Franzosen anrückten, räumte er Warschau, da viele seiner polnischen Soldaten desertiert waren. So blieb von seinem Regiment letztlich nur ein Bataillon. Er kämpfte in der Schlacht bei Preußisch Eylau und den Gefechten bei Braunsberg und Heiligenbeil. Aber seine Gesundheit war bereits schwer angeschlagen, daher erhielt er nach den Gefechten von Liebstadt und Wackern am 4. Mai 1807 seinen Abschied mit einer Pension von 1000 Talern.

## Familie
Seine Eltern waren Balthasar Heinrich von Ploetz (* 15. Oktober 1694; † 30. Dezember 1761) Erbherr von Stuchow und dessen Ehefrau Juliana Sophia Sabina von Kleist (1716–1767), Tochter von Joachim Ewald von Kleist (1684–1738), Erbherr auf Zeblin und Warnin und Schwester von Ewald Christian von Kleist. Seine Brüder waren der Generalleutnant Christian Friedrich Wilhelm von Ploetz (1745–1816), zuletzt Kommandant von Stettin und Carl Gustav von Ploetz († 1796), Herr auf Stuchow und Medewitz.
Er war seit dem 15. Dezember 1778 mit Fredricke Ottilie von Karstedt (* 26. Januar 1746; † 1. April 1823) verheiratet. Sie war die Witwe Johannes Dubislaff Albrecht von Grape (1725–1777), Erbherr auf Werder. Seine Frau hatte aus erste Ehe eine Tochter Christiane Luise Sophie Friederike von Grape.  Eine Tochter war mit dem Oberstleutnant von Pettenhofer verheiratet.